# For Love of the Game
For Love of the Game is een Amerikaanse speelfilm uit 1999, geregisseerd door Sam Raimi. De film is gebaseerd op de roman For Love of the Game (1991) van Michael Shaara.

## Rolverdeling
| Acteur             | Personage      |
| ------------------ | -------------- |
| Kevin Costner      | Billy Chapel   |
| Kelly Preston      | Jane Aubrey    |
| John C. Reilly     | Gus Sinski     |
| Jena Malone        | Heather Aubrey |
| Vin Scully         | zichzelf       |
| Steve Lyons        | zichzelf       |
| Brian Cox          | Gary Wheeler   |
| J. K. Simmons      | Frank Perry    |
| Rick Reed          | Bill Murdy     |
| Michael Papajohn   | Sam Tuttle     |
| William Newman     | Fitch          |
| Carmine Giovinazzo | Ken Strout     |
| Bill E. Rogers     | Davis Burch    |
| Bob Sheppard       | zichzelf       |
| Jacob Reynolds     | Wheeler's neef |
| Daniel Dae Kim     | E.R. doctor    |
| Greer Barnes       | Mickey Hart    |
| Larry Joshua       | fan            |
| Gerald Friedman    | fan            |